# Mesarci
Mesarci (em cirílico: Месарци) é uma vila da Sérvia localizada no município de Vladimirci, pertencente ao distrito de Mačva, na região de Mačva. A sua população era de 485 habitantes segundo o censo de 2011.

## Demografia
| 1948 | 1953 | 1961 | 1971 | 1981 | 1991 | 2002 | 2011 |
| ---- | ---- | ---- | ---- | ---- | ---- | ---- | ---- |
| 897  | 917  | 845  | 766  | 736  | 653  | 592  | 485  |